# Quelkhorn
Quelkhorn est un quartier de la commune d'Ottersberg, dans le Land de Basse-Saxe.

## Histoire
Les découvertes archéologiques dans les cimetières témoignent d'une activité de peuplement à Quelkhorn dès l'âge du bronze.
Avec la réforme municipale régionale de 1968, les communes de Fischerhude et Quelkhorn sont regroupées. Le 1er juillet 1972, Fischerhude est incorporée à la commune d'Ottersberg.

## Personnalités
- Otto Modersohn (1865-1943), peintre paysagiste
- Sophie Gallwitz (1873-1948), écrivain
- Richard Jansen (1878-1941), architecte
- Heinrich Peper (1902–1984), homme politique nazi
- Rolf Speckmann (1918–1995), homme politique (FDP), sénateur de Brême et banquier
- Hille Darjes (1943-2018), actrice et conférencière de livres audio
- Manfred Schäfer (1943-2023), joueur et entraîneur germano-australien de football
- Sven Schomacker (né en 1973), homme politique (Parti Pirate)
- Lennard Bertzbach (né en 1988), acteur, musicien et chanteur